# 郭大綸
郭大綸（1521年—？），字子理，號恪菴，錦衣衛校籍山東青州府博興縣人，明朝政治人物。

## 生平
嘉靖三十一年（1552年）壬子科順天府鄉試第七名舉人。嘉靖三十八年（1559年）中式己未科會試第二百三名，三甲第二百零九名進士。

## 家族
曾祖郭敬；祖父郭通；父郭泰。前母王氏；母穆氏。慈侍下。兄大經。弟大本。